# Gestoorde professor

Een stereotiepe gestoorde professor

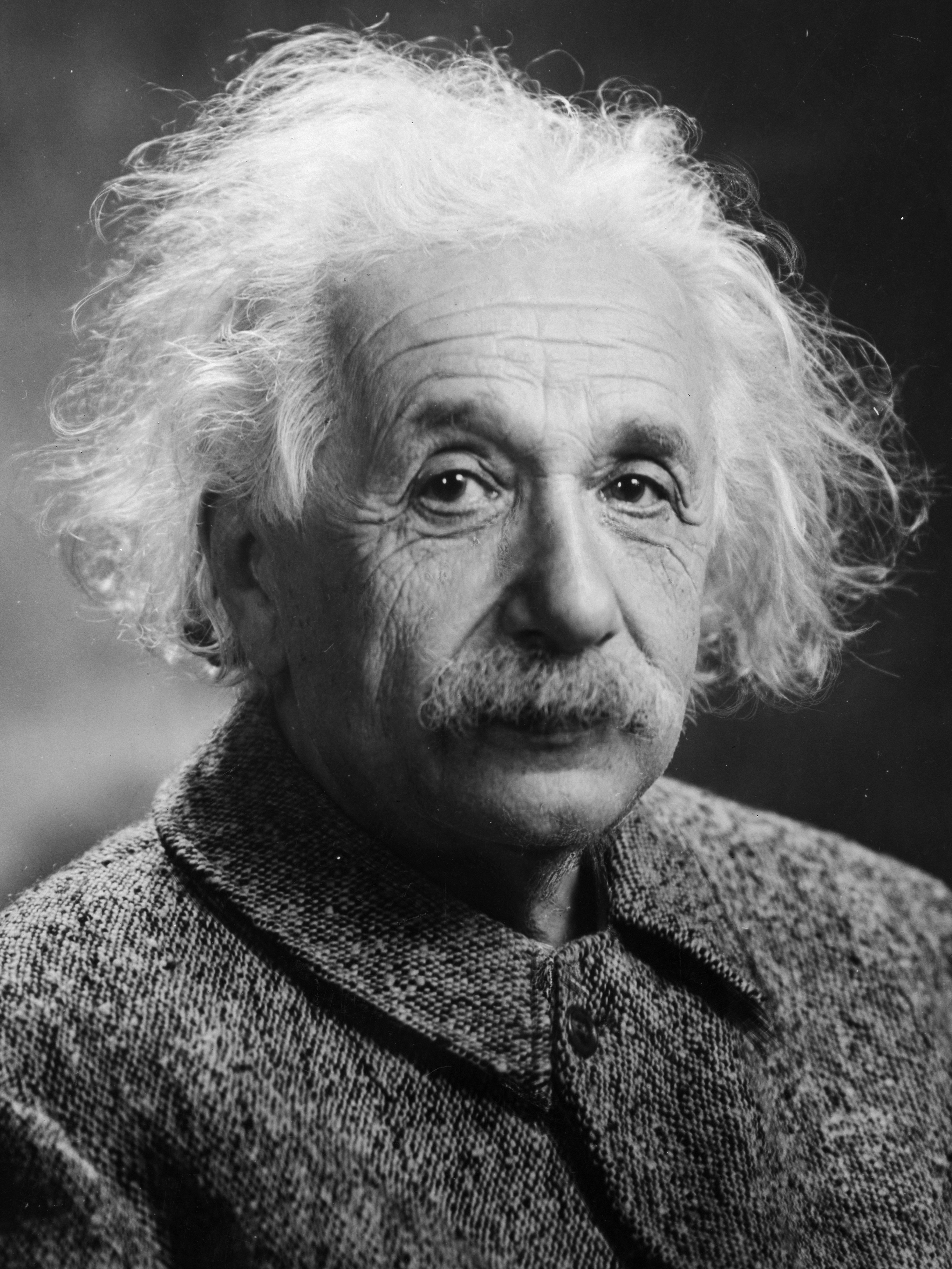
Albert Einstein

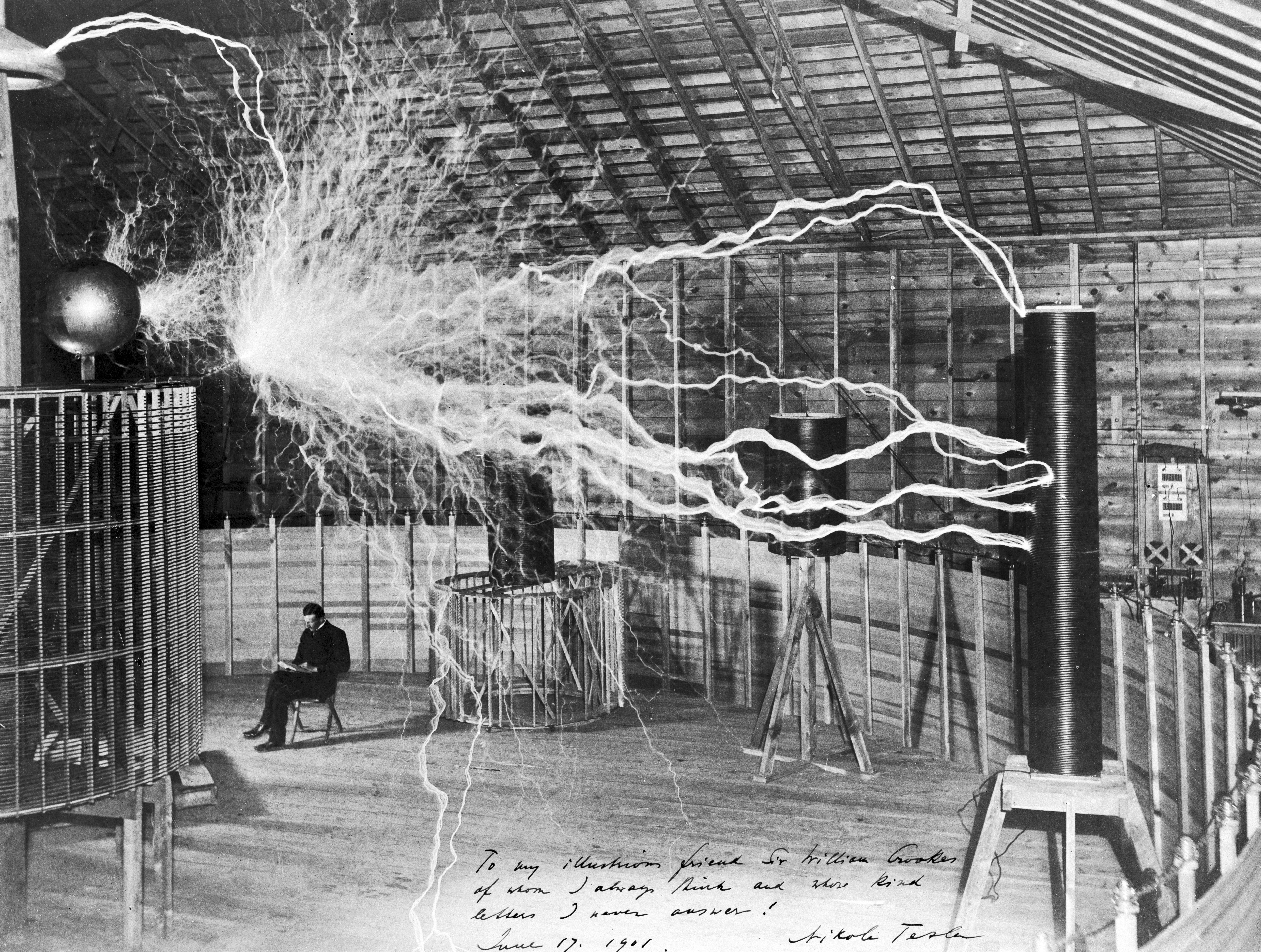
Deze foto uit het lab van Nikola Tesla zou zo uit een film met een mad scientist kunnen komen.

Een gestoorde professor of gekke geleerde is een stereotiepe wetenschapper die veelvuldig in de populaire cultuur voorkomt. Gestoorde professoren kunnen zowel goed- als kwaadaardig zijn, maar de kwaadaardige variant komt veruit het vaakst voor. Een goedaardige gestoorde professor is meestal enkel excentriek, terwijl een kwaadaardige gestoorde professor vaak echt slecht of compleet doorgedraaid is. 
In de Engelstalige cultuur spreekt men van een mad scientist of nutty professor ("gestoorde/gekke wetenschapper") aangezien daar zowel de professor- als de doctorsgraad populair zijn, terwijl in de Nederlandse cultuur vrijwel uitsluitend de professorsgraad gebruikt wordt.
Ook wetenschappers die een controversiële theorie verkondigen krijgen nog weleens het stempel mad scientist.

## Karakteristieken
Een gestoorde professor is meestal blank, bejaard en soms slecht verzorgd, alle kanten uit staand wit haar. Favoriete kledij is een laboratoriumjas. Deze professoren lijken nog weleens op een zeer overdreven uitgebeelde Albert Einstein. Vaak praten ze met een Duits accent. Meestal kijken ze met boze ogen en hebben een boosaardige grijns.
Hoewel het uiterlijk van Einstein in films populair is, zal de gestoorde professor hoofdzakelijk geïnspireerd zijn op de verrichtingen van Nikola Tesla. Nikola Tesla hield zich behalve met wetenschap vooral bezig met het ontwikkelen en verbeteren van allerlei elektrische apparaten, die soms sterk tot de verbeelding spraken, zoals de aardbevingsmachine, de draadloze overbrenging van elektrisch vermogen en de volledig uitgewerkte plannen voor een doodsstraal, een wapen zo krachtig dat het een eind zou moeten maken aan het fenomeen oorlog. Ook de geestesgesteldheid van Tesla, obsessieve-compulsieve stoornis zal zeker hebben bijgedragen aan het beeld van de krankzinnige geleerde.
Een gestoorde professor is vaak veel intelligenter dan de gemiddelde mens; zo kan hij dingen uitvinden die anderen voor onmogelijk houden, zoals futuristische apparaten en wapens. Hij is echter mentaal volledig de weg kwijt, of heeft erg lage morele waarden. Een ander kenmerk is dat een gestoorde professor vaak niet door lijkt te hebben dat hij veel succesvoller zou kunnen zijn als hij zijn talenten ten goede zou gebruiken, bijvoorbeeld door zijn uitvindingen te patenteren en legaal te verkopen. Tenminste als "het ten goede gebruiken van hun talenten" inhoudt dat ze er persoonlijke winst op maakten.

## Omgeving
Een gestoorde professor is veelal omringd met "wetenschappelijke" apparaten die voornamelijk visueel attractief zijn en verder weinig tot geen nut lijken te hebben voor het uiteindelijke plan van de professor. Voorbeelden hiervan zijn teslatransformatoren, vandegraaffgeneratoren en jakobsladders, alsmede velerlei laboratoriumglaswerk met borrelende of dampende vloeistoffen en potten met op sterk water staande wezens of mensenhoofden.

## Fictie
Enkele voorbeelden van gestoorde professoren in fictie zijn:

### Romans
- Victor Frankenstein die een mens ontwikkelt uit dode lichaamsdelen in het boek Frankenstein van Mary Shelley.
- Dr. Jekyll die zijn slechte persoonlijkheid naar voren haalt door middel van een drankje in The Strange Case of Dr Jekyll and Mr Hyde van Robert Louis Stevenson uit 1886.
- Dr. Moreau, die dieren in mensen probeert te veranderen in de roman Het eiland van dokter Moreau van Herbert George Wells uit 1896.
- Dr. Julius No en Ernst Stavro Blofeld, emotieloze en uiterst berekenende wetenschappers uit de verhalen van James Bond van Ian Fleming.

### Films
- Rotwang een uitvinder die een menselijke robot ontwikkelt in de film Metropolis uit 1927.
- Dr. Strangelove, een bizarre voormalige Nazi-wetenschapper in een rolstoel met een alien-handsyndroom die alles weet over kernwapens en een doomsday device waarmee de volledige mensheid uitgeroeid kan worden, in de film: Dr. Strangelove or: How I Learned to Stop Worrying and Love the Bomb, uit 1964.
- Professor Kelp in The Nutty Professor (1963) en professor Klump in de remake The Nutty Professor (1996), deze keer een goedaardige wetenschapper.
- Dr. Evil, die de hele wereld bedreigt in de films van Austin Powers.

### Tv-series
- Dexter en zijn rivaal Mandark, twee zeer geleerde jongetjes, met een eigen laboratorium, in de tekenfilmserie Dexter's Laboratory.
- Sheldon J. Plankton, een kwaadaardig wezen uit de serie SpongeBob SquarePants
- Dr. Clayton Forrester, de primaire antagonist uit de eerste 7 seizoenen van de serie Mystery Science Theater 3000
- Dr. Heinz Doofenshmirtz, een onhandige schurk uit Phineas and Ferb
- Dr. Drakken, een klunzige schurk uit de serie Kim Possible
- Dr. Frogg, een onhandige wannabee superschurk uit League of Super Evil
- Professor Farnsworth, een dementerende professor uit Futurama
- Rick Sanchez, een alcoholistische wetenschapper uit Rick and Morty
- Arthur Arden, een wetenschapper uit American Horror Story: Asylum, die werkzaam is bij Briarcliff (een psychiatrische inrichting) en allerlei nare experimenten uitvoert op de patiënten.

### Stripboeken
- De waanzinnige geleerde, deel 3 uit de reeks Isabelle Avondrood van Jacques Tardi
- Joachim Sickbock[1] (en in mindere mate Zbygniew Prlwytzkofsky) figureren in de Bommelsaga als gestoorde professoren.
- Professor Terragoras in de stripreeks Jommeke (duikt op in albums 93 en 178)
- Professor Julius Argos in de stripreeks Luc Orient van Eddy Paape en Greg.
- Professor Miloch in de stripreeks Blake en Mortimer van Edgar P. Jacobs.
- Professor Lupardi in de stripreeks Kapitein Rob van Pieter Kuhn.

### Computerspellen
- Dr. Wily uit Megaman
- Dr. Eggman/Robotnik uit Sonic
- Eggman Nega uit Sonic
- Doctor Neo Cortex uit de Crash Bandicoot
- Alfred Einstein uit Red Alert